# قاوند الفردوس
دُقَيْش أو قاوند الفردوس (الاسم العلمي: Tanysiptera) (بالإنجليزية: Paradise kingfisher)‏ ، هو جنس من الطيور ينتمي إلى رفراف الشجر (فصيلة: Halcyonidae). أجسامها متوسطة القد. أثوابها متراكبة الألوان. رؤوسها وأجنحتها إلى الزرقة الزاهية. محاسرها وظهورها وجوانب أعناقها سود. صدورها وبطونها إلى الصهبة الربداء. أفانيكها وثبج ظهورها بيض. وهي تألف الأحراج والغابات. قوتها الحشرات.

## الأنواع
- Little Paradise Kingfisher ، Tanysiptera hydrocharis
- Common Paradise Kingfisher ، Tanysiptera galatea
- Kofiau Paradise Kingfisher ، Tanysiptera ellioti
- Biak Paradise Kingfisher ، Tanysiptera riedelii
- Numfor Paradise Kingfisher ، Tanysiptera carolinae
- Red-breasted Paradise Kingfisher ، Tanysiptera nympha
- Brown-headed Paradise Kingfisher ، Tanysiptera danae
- Buff-breasted Paradise Kingfisher ، Tanysiptera sylvia